# Потапенко Олександр Іванович
Олександр Іванович Потапенко (народився 5 вересня 1953 селі Вищій Дубечні Вишгородський район на Київщині) — український вчений, кандидат педагогічних наук, професор, завідувач відділенням довузівської підготовки Університету Григорія Сковороди в Переяславі.
Народився в родині сільського вчителя.

## Освіта і вчені ступені
Після закінчення Київського педагогічного університету працював учителем української мови та літератури, захистив дисертацію на здобуття вченого ступеня кандидата педагогічних наук.

## Кар'єра
З 1975 р. працював учителем української мови та літератури в Нижчедубечанській та Вищедубечанській школах на Київщині. Працював викладачем Криворізького державного педагогічного інституту, а потім – завідувачем кафедри. З 1986 року і понині – доцент, професор Університету Григорія Сковороди в Переяславі. Завідував кафедрами української мови та літератури, методики викладання мови, української та зарубіжної літератури. З 1987 р. по 1994 р. – декан філологічного факультету, завідувач кафедри. З 1994 р. по 1998 р. – проректор з навчально-виховної роботи, завідувач кафедри. З 1998 – декан факультету довузівської підготовки, а з 2005 року до 2023 року завідувач кафедри української лінгвістики і методики навчання.

## Наукова і поетична творчість
Є автором майже сотні наукових публікацій.
Деякі книги:
1. Шкільний словник з українознавства : словник / О. І. Потапенко, В. І. Кузьменко. — К. : Укр. письменник, 1995. — 291 с. — ISBN 5-333-01444-2
2. Етимологія української мови : навч. посіб. для студ. вузів / О. І. Потапенко, Л. П. Кожуховська, Л. Е. Довбня. — К. : Міленіум, 2002. — 204 с. — Бібліогр.: С. 199–204. — ISBN 966-8063-15-5
3. Збірник переказів з української мови для 5-9 класів : посіб. для вчителя / О. І. Потапенко, Г. І. Потапенко. — К. : Рад. шк., 1990. — 256 с. — ISBN 5-330-01129-9
4. Методика викладання української мови : практикум / О. І. Потапенко, Г. І. Потапенко. — К. : Вища шк., 1992. — 126 с. — ISBN 5-11-002425-1

Автор великої кількості поезій, які друкувалися в колективному збірникові «Самоцвіти», у журналі «Дивослово». Завдяки тісній співпраці із композитором В. Тузиком з'явилися пісні на слова О. Потапенка.
Автор монографії: Лінгвокультурологія. Українська душа: монографія / Потапенко О. І. – Корсун-Шевченківський : Всесвіт, 2016. – 403 с.